# Автошлях Фахонйотхін
Автошлях Фахонйотхін (тай. ถนนพหลโยธิน, RTGS: Thanon Phahon Yothin, pronounced [tʰā.nǒn pʰā.hǒn jōː.tʰīn]) або Шосе 1 — головна дорога в Бангкоку та одна з чотирьох головних магістралей Таїланду, до яких входять Автошлях Міттрапхап (Шосе 2), Автошлях Сукхумвіт (Шосе 3) і Автошлях Пхет Касем (шосе 4). Вона починається біля монумента Перемоги в Бангкоку і проходить на північ до кордону М'янмою, загальною довжиною 1,005 км.

## Історія

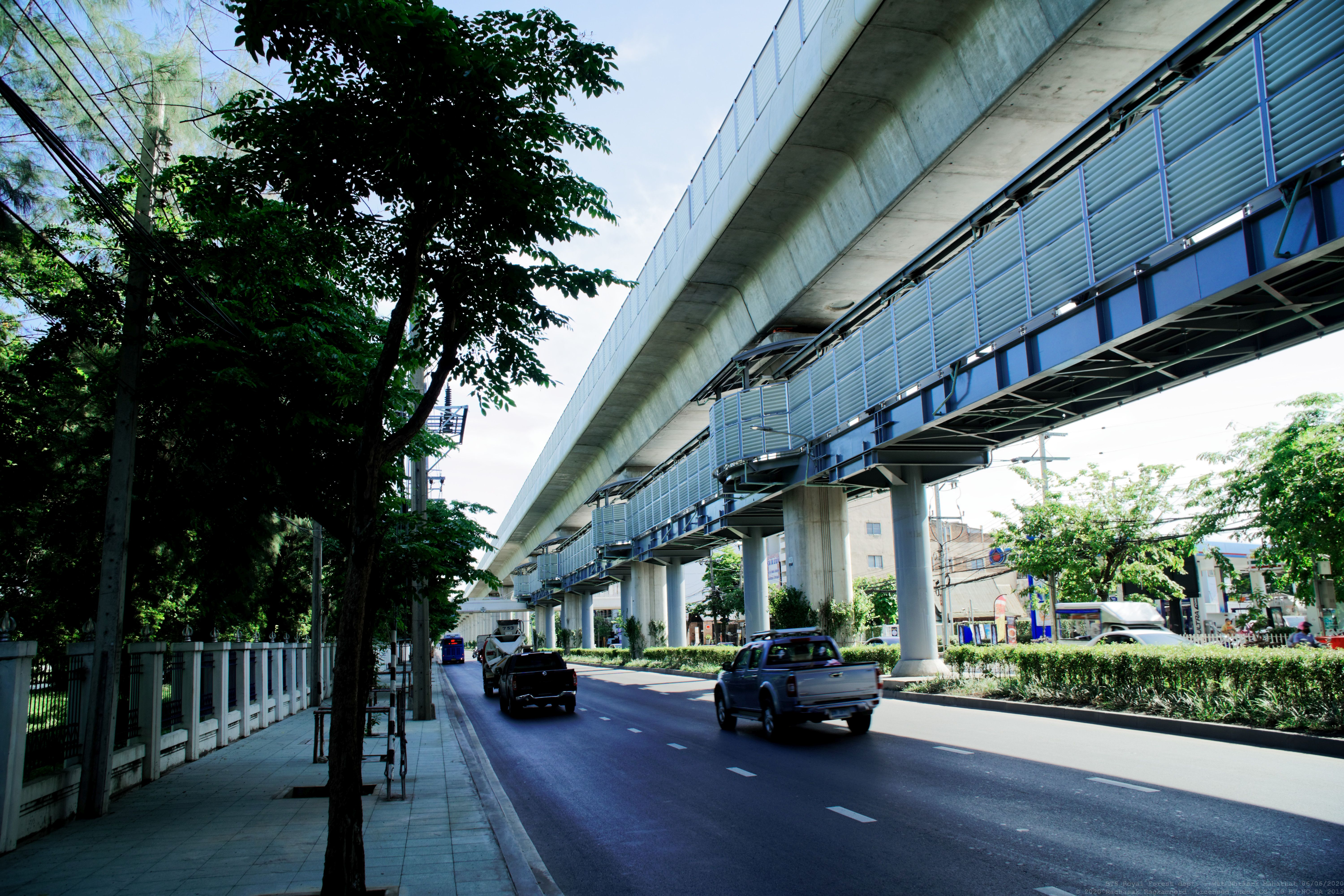
Фахоніотін-роуд повз станцію 11-го піхотного полку

Дорога Фахоньйотін спочатку називалася «Дорога Прачатіпат» (тай. ถนนประชาธิปัตย์   , Thanon Prachathipat, буквально «Демократична дорога»), і досягла лише 22 км в довжину в Дону Миангу. У 1938 році фельдмаршал Плаек Фібунсонгхрам розпорядився продовжити дорогу від Дон Миангу через Банг Па-Ін, Аюттхая, Сарабурі, Лопбурі та Сінгбурі, зробивши її 162 кілометри довжиною. Нещодавно подовжену дорогу було перейменовано на Phahonyothin Road на честь генерала Прайя Пхахола Фахонйотхіна (раніше Фот Пханьотін), другого прем’єр-міністра Таїланду та одного з лідерів революції 1932 року.

## Маршрут
У Бангкоку автошлях Фахонйотхін бере свій початок у районі Ратчатеві та перетинає райони Пхая-Тай, Чатучак, Банг-Хен, Дон Муеанг і Сай-Май, а потім продовжується в провінцію Патхум-Тхані, а потім через Аюттхая, Сарабурі, Лопбурі, Накхон-Саван, Чайнат, знову через Накхон. Саван, Кампхаенг Пхет, Так, Лампанг, Пхаяо і, нарешті, Чіанграй, що закінчується в районі Мае Сай, де з’єднується з Тачілейком у М’янмі.

## Подальше читання
- Томас Фуллер, «На ізольованих пагорбах Азії нові шляхи для прискорення торгівлі», New York Times, 31 березня 2008 р.